# Doris Bergen
Dieser Artikel wurde in der Qualitätssicherung Religion eingetragen. Hilf mit, die inhaltlichen Mängel dieses Artikels zu beseitigen, und beteilige dich an der Diskussion.
Doris Leanna Bergen (* 19. Oktober 1960) ist eine kanadische Holocaustforscherin und Hochschullehrerin. Sie ist Kanzlerin-Rose-und-Ray-Wolfe-Professorin für Holocaust-Studien an der University of Toronto und hat damit die einzige kanadische Stiftungsprofessur zur Geschichte des Holocaust inne. Bergen ist auch Mitglied des akademischen Beirats des Center for Advanced Holocaust Studies am United States Holocaust Memorial Museum. Sie wurde 2018 zum Mitglied der Royal Society Kanadas gewählt.

## Frühes Leben und Ausbildung
Bergen ist deutscher und ukrainischer Abstammung und wuchs als Mennonitin in Saskatchewan auf. Während ihre Eltern Anfang der 1920er Jahre aus der Ukraine flohen, hatte Bergen Verwandte in Europa, die den Holocaust miterlebt hatten. Nachdem sie ihren Bachelor of Arts an der University of Saskatchewan erworben hatte, studierte Bergen an der University of Alberta und der University of North Carolina at Chapel Hill. Während sie in North Carolina ihre Doktorarbeit schrieb, studierte Bergen unter der Leitung von Gerhard Weinberg, einem Professor mit Schwerpunkt auf dem Zweiten Weltkrieg.

## Karriere
Bergen begann ihre akademische Karriere 1991 an der University of Vermont. Während ihrer Lehrtätigkeit dort, war Bergen auch Gastdozentin an den Universitäten Warschau, Tuzla und Pristina. 1996 wurde Bergen an der University of Notre Dame im Fachbereich Geschichte eingestellt. Sie spezialisierte sich auf deutsche Geschichte des 20. Jahrhunderts mit Schwerpunkt auf der NS-Zeit und dem Holocaust sowie auf europäischer Frauengeschichte. Während dieser Zeit veröffentlichte Bergen „Twisted cross: the German Christian movement in the Third Reich“ (Verdrehtes Kreuz: die Deutschen Christen im Dritten Reich), das sich auf die Reaktion der protestantischen Kirche auf den Nationalsozialismus konzentrierte.
Ein Jahr später, 1997, erhielt Bergen ein Stipendium für Archivforschung am United States Holocaust Memorial Museum. Im Jahr 1999 war Bergen ein sog. Fellow am Institut des Holocausts und jüdischer Zivilisation an der Northwestern University in Illinois. Später stellte Bergen fest, dass ihr Interesse an Holocaust-Studien aus ihrer persönlichen Verbindung zu mennonitischen Gemeinschaften erwuchs. Bergen konzentrierte sich auf die Geschichte der Juden während des Holocausts, interessierte sich aber auch für die oft vergessenen Opfergruppen des Holocausts, wie Behinderte, Roma, sowjetische Kriegsgefangene und polnische Zivilisten. Nach ihrer Rückkehr nach Notre Dame veröffentlichte Bergen im Jahr 2003 das Buch „War and Genocide: A Concise History of the Holocaust“ („Krieg und Völkermord: Eine kompakte Geschichte des Holocausts“). In diesem Buch wurden die unterschiedlichen Gewalterfahrungen der verschiedenen Gruppen von Tätern, Opfern und anderen Beteiligten während des Holocausts analysiert. Später gab sie ein Buch über Militärseelsorger heraus, das von der University of Notre Dame Press veröffentlicht wurde. Im Jahr 2006, bevor sie sich beurlauben ließ, wurde Bergen zur Vorsitzenden des Universitätsausschusses für weibliche Lehrkräfte und Studierende gewählt. Im Jahr 2007 wurde Bergen zum ordentlichen Professor an der Universität of Toronto ernannt. Außerdem löste sie Michael Marrus als Rose-Kanzlerin und Ray-Wolfe-Professorin der Holocaust-Studien an der Universität von Toronto ab. Dies ist der einzige Stiftungslehrstuhl in Kanada für die Geschichte des Holocaust. Im folgenden Jahr wurde sie mit dem Distinguished Service Award der Graduate History Society ausgezeichnet. Nach dem Studienjahr 2009/10 wurde Bergen zum Senior Fellow am Massey College in Toronto gewählt.
Im Jahr 2012 wurde Bergen mit dem Ludwik and Estelle Jus Memorial Human Rights Prize der University of Toronto ausgezeichnet und zum Mitglied des Academic Advisory Committee des Center for Advanced Holocaust Studies am United States Holocaust Memorial Museum ernannt. In dieser Funktion wurde sie auch von Jason Kenney als Mitglied des Beirats der Internationalen Task Force für Holocaust-Erziehung, -Erinnerung und -Forschung ausgewählt. Zwei Jahre später, im Jahr 2014, wurde Bergen in das Designteam des National Holocaust Monuments berufen. Dieses Denkmal in Ottawa wurde mit dem American Institute of Architects New York Design Award 2018 ausgezeichnet.
Im Jahr 2015 wurde Bergen als Finaljurorin für den Laura Shannon Prize ausgewählt. Zwei Jahre später arbeitete Bergen zusammen mit dem Fotografen Edward Burtynsky an Chai, einem Buch mit Bildern von verschiedenen Holocaust-Stätten in Deutschland, Österreich, der Tschechischen Republik, Polen, Litauen und Ungarn. Im Anschluss daran wurde Bergen als einer von elf Professoren der U of T in die Royal Society of Canada gewählt und war Mitglied des Policy Committee der U of T für 2018/19. Außerdem ist sie Mitglied des redaktionellen Beirats für Genocide Studies International der University of Toronto Press.

## Ausgewählte Publikationen
- Women, Gender, and the Church Struggle: The German Christian Movement's Quest for a Manly Church (1992).[28]
- Twisted Cross: The German Christian Movement in the Third Reich (University of North Carolina Press, 1996).
- The Sword of the Lord: Military Chaplains from the First to the Twenty-First Centuries (University of Notre Dame Press, 2004).
- (Hrsg.): From Generation to Generation (Lessons and Legacies v. 8) (Northwestern University Press, 2008).
- The Holocaust: A New History (History Press Ltd, 2009).
- Alltag im Holocaust: Jüdisches Leben im Großdeutschen Reich 1941–1945 (Oldenbourg Wissenschaftsverlag: 2013).
- War and Genocide: A Concise History of the Holocaust (Rowman & Littlefield Publishers, 2016).
- Between God and Hitler: Military Chaplains in Nazi Germany (Cambridge University Press, 2023).